# Lovenjoel
Lovenjoel (fr. Lovenjoul) – dzielnica (deelgemeente) gminy Bierbeek w Belgii, w Regionie Flamandzkim, w prowincji Brabancja Flamandzka, w okręgu Leuven. 1 stycznia 2020 roku liczyła 2154 mieszkańców. Do 31 grudnia 1976 samodzielna gmina. 

## Demografia
Liczba mieszkańców, stan na 1 stycznia:
| Rok                | 1900 | 1930 | 2020 |
| ------------------ | ---- | ---- | ---- |
| Liczba mieszkańców | 828  | 1193 | 2154 |